# Cressensac
Cressensac korábbi község Franciaországban, Lot megyében. Lakosainak száma 630 fő (2018. január 1.). Cressensac Nespouls, Turenne, Cuzance, Gignac és Sarrazac községekkel határos.
2019. január 1-jén Sarrazac korábbi községgel egyesült és az így létrejött Cressensac-Sarrazac új község része lett..

## Népesség
A település népességének változása:
| Lakosok száma | 656  | 637  | 641  | 631  | 630  |
|               | 2013 | 2015 | 2016 | 2017 | 2018 |